# Phantom Anthem
Phantom Anthem ist das achte Studioalbum der US-amerikanischen Metalcore-Band August Burns Red. Das Album, das von Carson Slovak und Grant McFarland produziert wurde, erschien am 6. Oktober 2017 über Fearless Records.
Phantom Anthem enthält elf Titel und hat eine Gesamtspielzeit von 53 Minuten und 37 Sekunden. Als Singleauskopplung wurde das Lied Invisible Enemy mitsamt Musikvideo veröffentlicht. Ein weiteres Musikvideo wurde zum Titel The Frost gedreht.

## Hintergrundinformation und Veröffentlichung
Am 1. März 2017 wurden Gerüchte laut, dass August Burns Red das Studio bezogen habe, um an dem Nachfolger des 2015 veröffentlichten Found in Far Away Places zu arbeiten. Das von Carson Slovak und Grant McFarland, die in der Vergangenheit des Öfteren mit der Band arbeiteten, produzierte Album wurde am 27. Juli 2017 für eine Veröffentlichung am 6. Oktober 2017 angekündigt.
Am gleichen Tag wurde die Single Invisible Enemy mitsamt Musikvideo, welches laut Joe DiVita von Loudwire Erinnerungen an den 2004 erschienenen Film Team America: World Police wecke, der Öffentlichkeit zugänglich gemacht. Mitte September folgte die Publikation des Musikvideos zum Lied The Frost. Einen Tag vor der offiziellen Veröffentlichung des Albums am 6. Oktober veröffentlichte August Burns Red das Stück Hero of the Half Truth.
Das Studio, in dem Phantom Anthem eingespielt wurde, befindet sich in unmittelbarer Nähe des Hauses von Gitarrist Brent Rambler. Das Artwork wurde von Ryan Clark, der bereits die Cover für alle übrigen Alben der Band entworfen hat, illustriert.

## Titelliste
| #   | Titel                  | Komponist(en) | Länge | Anmerkungen |
| --- | ---------------------- | ------------- | ----- | ----------- |
| 1.  | King of Sorrow         |               | 4:05  |             |
| 2.  | Hero of the Half Truth |               | 5:03  |             |
| 3.  | The Frost              |               | 4:46  | 2. Single   |
| 4.  | Lifeline               |               | 5:33  |             |
| 5.  | Invisible Enemy        |               | 4:37  | 1. Single   |
| 6.  | Quake                  |               | 4:08  |             |
| 7.  | Coordinates            |               | 5:11  |             |
| 8.  | Generations            |               | 5:58  |             |
| 9.  | Float                  |               | 4:15  |             |
| 10. | Dangerous              |               | 4:22  |             |
| 11. | Carbon Copy            |               | 5:39  |             |

## Erfolg

### Promotion
Einen Tag nach der Veröffentlichung der ersten Singleauskopplung Invisible Enemy begann die Gruppe einer großen Europatournee, die durch mehrere Staaten und u. a. die Festivals Summer Breeze, Brutal Assault, Destruction Derby, Reload Festival und Elbriot führte. Im Januar und Februar 2018 folgt eine ausgedehnte Tournee durch die Vereinigten Staaten und Kanada, ehe August Burns Red im März nach Europa zurückkehrten, um mit Whitechapel und In Hearts Wake als Vorband für Heaven Shall Burn zu spielen.

### Kommerziell
Phantom Anthem stieg in der Woche des 13. Oktober 2017 auf Platz 58 in die deutschen Albumcharts ein und ist nach Rescue & Restore und Found in Far Away Places das dritte Album in Folge, das sich in Deutschland platzieren konnte. Außerdem erreichte das Album Notierungen in Österreich, in der Schweiz sowie in den Vereinigten Staaten. Dort setzte sich das Album 17.000 mal in der ersten Verkaufswoche ab, der zweitniedrigste Wert für die Band insgesamt. Der Vorgänger konnte noch die höchste Absatzzahl der Band in der ersten Woche verzeichnen.
| ChartsChartplatzierungen       | Höchstplatzierung | Wochen |
| ------------------------------ | ----------------- | ------ |
| Deutschland (GfK)              | 58 (1 Wo.)        | 1      |
| Österreich (Ö3)                | 40 (1 Wo.)        | 1      |
| Schweiz (IFPI)                 | 56 (1 Wo.)        | 1      |
| Vereinigte Staaten (Billboard) | 19 (1 Wo.)        | 1      |

### Pressestimmen
Tobias Kreutzer von Metal.de schreibt, dass August Burns Red auf Phantom Anthem wieder etwas mehr Abstand mit den unkonventionellen Zwischenspielen nehmen und die Lieder stattdessen durch perlenden Klargesang brechen. Dadurch wirke die Komposition natürlicher und stelle diese in den Vordergrund, was auf diesem Album ausnahmslos gut gelinge und abwechslungsreich herüberkomme. In seinem Fazit schreibt Kreutzer, dass es ein Segen der Band sei, den eigenen Klang immer wieder zu perfektionieren, so lange die Band das hohe Niveau halten kann. Tom Krause vom deutschen Musikportal Powermetal.de bewertet Phantom Anthem ebenfalls sehr gut, rät der Gruppe allerdings nach ihrer nächsten Tournee eine längere Pause zu nehmen und begründet dies damit, dass ein weiteres Album in den nächsten zwei Jahren den guten Ruf der Band schädigen könnte, was er unter anderem an der fehlenden musikalischen Konkurrenz ausmache. Auch Michael Seiler von Whiskey-soda.de bewertet das Album insgesamt positiv und resümiert, dass einen hohen Wiedererkennungswert tragende Melodielinien zwar erst in der zweiten Albumhälfte zu finden seien – als musikalische Beispiele nannte er Quake, Generations und Dangerous –, dennoch erwiesen sich August Burns Red mit Phantom Anthem erneut als Größen ihrer Szene, die längst musikalische Maßstäbe gesetzt haben.
Basierend auf vier englischsprachigen Bewertungen erhielt Phantom Anthem eine Wertung von 82 Prozent auf Metacritic. So schrieb Jack Rogers vom britischen Rock Sound, dass Phantom Anthem üble Bauchschmerzen hervorrufen könne, diejenigen, die sich an das Album heranwagen, jedoch mit erhabenen und unvergleichlichen Ambitionen entlohnt werden können. Rob Barbour vom englischsprachigen Metal Hammer stellte fest, dass August Burns Red eine Nische in der modernen Metalcore-Szene gefunden habe. August Burns Red schaffen es, genau wie Killswitch Engage und Atreyu, sich von der Masse zahlreicher Metalcore-Bands abzuheben. Auch Natasha Van Duser vom US-amerikanischen Alternative Press sprach dem Album ein positives Zeugnis aus. Chase Tremaine vom christlichen Musikmagazin Jesus Freak Hideout bezeichnete das Bassspiel von Dustin Davidson als Highlight auf dem Album. Aus christlicher Sicht, so Tremaine, weise das Album wenige spirituell angehauchte Texte auf. Stattdessen greife die Band das Konzept der Selbstreflexion und das Gefühl, dass alle „verloren seien“ auf, wodurch das Album eher eine pelagianistische und universalistische als eine christlich-orthodoxe Sichtweise entwickle.

### Auszeichnungen
- Rock Sounds Alben des Jahres 2017
  - Platz 44[20]